# Мадрасо, Сесилия де
Сеси́лия де Мадра́со Гарре́та (нем. Cecilia de Madrazo Garreta; 20 декабря 1846, Мадрид — август 1932, Венеция) — испанская коллекционер текстиля. Дочь испанского художника Федерико Мадрасо, супруга художника Мариано Фортуни.

## Биография
Сесилия де Мадрасо родилась в артистической семье: она приходилась внучкой художнику Хосе Мадрасо и Изабелле Кунц, дочери польского художника Тадеуша Кунтце. Художники Педро де Мадрасо и Луис Мадрасо были её дядями. Братья Сесилии — художники Раймундо Мадрасо и Рикардо Мадрасо.
Сесилия была талантливой пианисткой и в юности принимала участие в артистической и музыкальной жизни Мадрида. В 1867 году Сесилия вышла замуж за художника Мариано Фортуни, друга её брата Раймундо. Вскоре Фортуни добился славы в Европе и благодаря своему устойчивому экономическому положению мог предаваться своему увлечению — собиранию художественной коллекции. Сесилия вошла в круг артистических знакомств мужа и помогала ему в поиске и приобретении предметов искусства и древности. В браке с Фортуни Сесилия де Мадрасо родила двоих детей: дочь Марию Луизу и сына Мариано, ставшего впоследствии художником, фотографом, сценографом и дизайнером, унаследовав от матери увлечение тканями и текстилем. В 1875 году, после внезапной смерти мужа, Сесилия с детьми переехала в Париж. При поддержке семьи в Париже Сесилия организовала аукцион для продажи части художественной коллекции мужа. В 1889 году семья окончательно обосновалась в Венеции, во дворце Мартиненго. После смерти Сесилии её коллекцию унаследовал сын Мариано.